# Trương Chi
Trương Chi, hay Trương Chi và Mị Nương là tên một nhân vật hoặc nói đến cả một câu chuyện cùng tên trong kho tàng truyện cổ tích ở Việt Nam.
Tương truyền, ngày xưa có chàng Trương Chi là một ngư dân mang giọng hát rất hay, đem lòng yêu say đắm nàng Mị Nương, con gái quan tể tướng. Thế nhưng chàng ta dung mạo xấu xí, và đó cũng là nguyên nhân khiến tình yêu của Trương Chi thành bi kịch.
Đây được xem là một trong những truyện cổ dân gian nổi tiếng nhất kho tàng Việt Nam, là nguồn cảm hứng cho rất nhiều lĩnh vực ca nhạc, sân khấu, kịch và phim, đa số đều theo hướng phê phán hiện thực xã hội và rất nổi tiếng ở vùng Kinh Bắc.

## Xuất xứ
Không rõ xuất xứ cổ nhất của câu chuyện này. Tương truyền nó có từ trong một tập thơ bằng chữ Nôm đầu thế kỉ 18 hoặc thế kỉ 19. Câu chuyện này rất phổ biến ở vùng Kinh Bắc, theo nhà thơ Nguyễn Khôi (Khôi Đình Bảng) nói rằng câu chuyện này gắn liền với sông Tiêu Tương ở quê nhà Quan Họ, Bắc Ninh.
Còn trong các bài ca Quan họ có câu:
Ngày xưa có anh Trương Chi
Người thì thậm xấu, hát thì thậm hay
Cô Mị nương vốn ở lầu tây
Con quan Thừa tướng ngày rày cấm cung
Trương Chi có chiếc thuyền chài
Chào thuyền ngang dọc hôm mai dãi dầu
Trương Chi mới hát một câu
Gió đưa phảng phất tới lầu Mị Nương
Mị Nương nghe hát thì thương
Nhưng trông thấy mặt anh chường lại chê
Trương Chi buồn bã ra về
Cắm sào giữa bến hát thề một câu
Kiếp này đã dở dang nhau
Có sang kiếp khác lấy nhau cũng không thành.
Cũng theo lời Khôi Đình Bảng, Lầu Tây chính là đồi Hồng Vân (hay đồi Lim), là nơi trai gái các làng ra tháng giêng thường đến hẹn lại lên về đây thi hát Quan Họ (còn gọi hội Lim) để tưởng nhớ mối tình "Trương Chi - Mỵ Nương" và để kết bạn tình. Tương truyền trai gái Quan Họ chỉ được yêu nhau chứ không được lấy nhau, có lẽ là vì theo họ kết hôn là mồ chôn luyến ái, tình chỉ đẹp khi còn dang dở.

## Câu chuyện
Ngày xưa, có nàng Mị Nương là một cô gái xinh đẹp tuyệt trần, con của một vị quan đại thần. Nàng sống mà như con chim bị giam lỏng bởi chiếc lồng khổng lồ, chính là nhà quan phủ nên lúc nào cũng buồn bã. Cha nàng thấy vậy liền cất cho nàng một ngôi nhà nhỏ ở bên con sông cạnh nhà để nàng ra đó thư giãn.
Nàng vẫn thường ra căn nhà đó thêu thùa, đọc sách và say đắm một tiếng sáo trên dòng sông. Tiếng sáo ấy là của Trương Chi, một anh thanh niên ở làng chài ven sông, thổi sáo hay nhưng tướng mạo vô cùng xấu xí.
Bỗng có một thời gian tiếng sáo không còn xuất hiện và Mị Nương do quá thương nhớ tiếng sáo mà sinh bệnh. Đã rất nhiều vị đại phu được cha nàng mời đến mà vẫn không tìm ra nguyên nhân căn bệnh.
Một hôm, vô tình cha nàng biết được tiếng sáo của anh thanh niên tên Trương Chi chính là nguyên nhân của căn bệnh của con gái. Ông liền mời chàng đến để chữa bệnh cho Mị Nương. Nhưng khi chàng đến phủ, ông thấy chàng xấu xí thì lệnh chỉ được thổi sáo từ ngoài sân vọng vào chứ không được ra mắt Mị Nương để tránh cho nàng phải thất vọng. Mị Nương nghe thấy tiếng sáo quen thuộc thì hồi phục nhanh chóng. Rồi nàng khỏi bệnh và xin cha cho mời người sáo ngoài sân vào để nàng cảm ơn. Bất đắc dĩ, cha nàng đành cho gọi chàng Trương Chi vào. Vừa thấy Trương Chi, Mị Nương đã vô cùng thất vọng vì dung mạo của chàng vô cùng xấu xí. Nàng tỏ ý lạnh nhạt, bảo Trương Chi đi ra, và không còn mê tiếng sáo của chàng như trước kia nữa.
Trương Chi kể từ khi về nhà đã thầm yêu Mỵ Nương. Một hôm chàng tìm đến nhà của Mị Nương và thổ lộ nỗi lòng mình với nàng. Nhưng nàng từ chối. Trương Chi thất vọng và đau buồn cho thân phận nghèo hèn của mình, không thiết làm ăn gì nữa, mang bệnh tương tư, biếng ăn, mất ngủ, sầu héo dần mà chết. Những người bạn cùng làng chài vớt xác chàng và đem chôn. Đến khi bốc mộ mọi người thấy một khối cầu, to bằng quả cam, trong suốt như pha lê bèn đem gắn vào mạn chiếc thuyền cũ của chàng.
Một lần tình cờ, cha Mị Nương đi ra bến sông, thấy có một viên hình cầu đẹp và sáng như ngọc ở mạn một chiến thuyền câu liền mua về rồi sai thợ ngọc làm thành chiếc chén uống trà. Nghe nói cha vừa đặt làm chiếc chén mới rất đẹp Mị Nương đòi cha cho dùng thử. Nhưng vừa rót trà vào, nàng thấy trong chén trà hiện lên hình bóng Trương Chi, tức thì tiếng sáo năm xưa hiện lên như than như trách.
Mị Nương chạnh lòng nhớ lại mối tình đã qua. Một giọt nước mắt của nàng rơi xuống chén và chiếc chén tan ra thành nước.

## Văn hóa
Hình ảnh Trương Chi và mối tình tuyệt vọng đã được khá nhiều nhà văn, nhạc sĩ phản ánh vào tác phẩm của mình:
- "Trương Chi": ca khúc nổi tiếng của nhạc sĩ Văn Cao.
- "Khối tình Trương Chi": ca khúc của nhạc sĩ Phạm Duy.
- "Trương Chi & Mị Nương": bài hát của Tùng Châu & Lê Hựu Hà.
- "Trương Chi - Mị Nương" bài hát của nhạc sĩ Hoài An
- Vở kịch thơ "Trương Chi" của thi sĩ Vũ Hoàng Chương.
- Truyện ngắn "Trương Chi" của Nguyễn Huy Thiệp.
- Truyện ngắn "Nàng và Trương Chi" của Vũ Giang.
- Bài hát "Chuyện tình Trương Chi, Mị Nương" của Anh Bằng.
- Bài hát "Hận Trương Chi" của Hùng Lân.
- Khúc hát "Trương Chi" của Đặng Hữu Phúc.
- "Chuyện anh Trương Chi" của Đỗ Thành.
- "Phía tối tâm hồn tôi" của Phú Quang